# 喬潔·黑爾
喬潔·黑爾（又譯喬潔特·黑爾，1902年8月16日—1974年7月）是一位英國歷史羅曼史與推理小說作家。寫作生涯始於1921年時，將一個為弟弟而說的故事改編為小說《黑蛾》。1952年，黑爾與採礦工程師George Ronald Rougier結婚。這對夫妻於英屬坦干伊喀（今坦尚尼亞）與一戰時期的馬其頓居住七年後，在1929年返回英國。 儘管《These Old Shades》於英國大罷工時期出版，這部作品仍引起廣大迴響，此一結果令黑爾相信宣傳並非作品大賣的必要手段，在往後生涯中拒絕採訪。與朋友談及此事時說到：「除了家人和我自己，我的私生活與任何人無關。」
黑爾是開創歷史羅曼史文類及與旗下子文類攝政羅曼史之先河。她的攝政羅曼史主要受珍·奧斯汀啟發，但不同於奧斯汀「寫作於當代、讀者亦處當代」的時空背景，黑爾需在作品中大量著墨豐富的細節資訊，以使讀者體會作品中的歷史時代感。為確保寫作資料的正確性，黑爾針對攝政時代人們生活的個個面向蒐集許多參考資料並紀詳細筆記。雖然部分評論家認為小說內細節過於細瑣，而其他評論家則認為如此程度的細微描寫，正是黑爾寫作的最大資產。黑爾的歷史小說作品亦證明她那縝密的寫作天性；她甚至將征服者威廉橫越至英格蘭一事再現於自身作品《征服者(小說)》。
1932年開始，黑爾每年出版一本羅曼史及一本驚悚小說。她的驚悚小說通常由她的丈夫為情節提供基礎大綱，再由黑爾發展角色關係與對話內容，以使故事貼近生活。雖然許多評論家形容黑爾的小說缺乏原創性，但其他評論家如Nancy Wingate則稱讚他們「機智與幽默之精彩，亦如他們精心織就的陰謀。」
但她的成功有時被稅務及抄襲所籠罩。黑爾選擇不對涉嫌抄襲者提出訴訟，稅務方面則嘗試各種方法為使稅務負擔最小化。
後來她被迫放棄自稱將成為「個人代表作」的寫作計劃（一套涵蓋蘭開斯特王朝的三部曲），轉而寫作更多成功的商業小說，最後成立一間有限公司來管理自己的小說版權。她曾多次被指控給予自己過高的超額薪水，而在1966年將公司及她17本小說的版權賣給Booker-McConnell。黑爾持續寫作，直至1974年7月辭世。此時她的第48部作品仍在印刷階段；她的最後一部作品《约翰公爵》於她去世後出版。

## 早年生活
黑爾生於1902年英國倫敦溫布頓。喬潔（Georgette）取名淵源來自於父親，喬治·黑爾（George Heyer）。母親Sylvia Watkins，於皇家音樂學院雙修大提琴與鋼琴，是課堂上前三名之一。黑爾的祖父母是俄羅斯移民，外祖父母則在泰晤士河上擁有一艘拖船。
黑爾在家中三個小孩排行第一，她的兄弟George Boris（通常喚作 Boris）和Frank各小她四歲和九歲。童年的一部份隨著家人居住於法國巴黎，直至1914年第一次世界大戰爆發，旋及搬回英國。雖然家族姓氏Heyer發音為「higher」，但因戰爭爆發而使她父親將發音改為「hair(/ˈheɪ.ər/ )」，避免被誤會為德國人。戰爭期間，父親作為一位請購人員，服務於位在法國的英國陸軍，並在戰後獲勳大英帝國員佐勳章(MBE)。1920年，他以上尉身份退伍 ，任教於倫敦國王學院，偶而為Granta文學雜誌寫稿。
喬治·黑爾非常鼓勵他的孩子們閱讀也不曾限制任何讀物。喬潔因而閱讀廣泛，並常與 Joanna Cannan和Carola Oman討論書中內容 。
當她17歲時，黑爾開始編了一套系列故事來取悅弟弟Boris；Boris因得了某種血友病而身體虛弱。她的父親很喜歡聽她的故事並要求她做好將故事出版的準備。父親的經紀人找到一間出版社幫她出書，並於1921年上市發行；這部小說《黑蛾》是一個關於手足打牌作弊而替他揹黑鍋的年輕人的冒險故事。據她的傳記作家Jane Aiken Hodge所述，這本小說已包含許多未來將成為黑爾小說標準特色的元素：「憂鬱的男主角、危機中的婚姻、奢毫成性的妻子、無所事事的圍觀大眾、風趣的年輕人等。」次年，她的現代短篇小說《A Proposal to Cicely》由《Happy Magazine》所刊載。

## 另見
- 喬潔·黑爾作品列表（英语：List of works by Georgette Heyer）

## 引用
1. ↑  Joseph McAleer, , Oxford University Press: 43, 1999, ISBN 978-0-19-820455-8
2. ↑  Hodge (1984), p. 70.
3. ↑  Wingate (1976), p. 307.
4. 1 2  Hodge (1984), p. 13.
5. 1 2  Byatt (1975), p. 291.
6. ↑  Hodge (1984), p. 13
7. ↑  Hodge (1984), p. 15.
8. ↑  Hodge (1984), p .14.
9. ↑  . 倫敦憲報 (Supplement). 9 December 1919: 15455  [2008-04-10].
10. ↑  . 倫敦憲報 (Supplement). 11 May 1920: 5452  [2008-04-10].
11. 1 2  Hodge (1984), p. 16.
12. ↑  Hughes (1993), p. 38.
13. ↑  Hodge (1984), p. 17.
14. ↑  Fahnestock-Thomas (2001), p. 3.

## 延伸閱讀
- Chris, Teresa (1989). Georgette Heyer's Regency England. Sidgwick & Jackson Ltd, ISBN 0-283-99832-6
- Kloester, Jennifer (2005). Georgette Heyer's Regency World. London: Heinemann, ISBN 0-434-01329-3

## 外部連結
- Georgette Heyer website（页面存档备份，存于）
- Notes on 2009 Heyer conference（页面存档备份，存于）
- Georgette Heyer的作品  - 古騰堡計劃
- 來自喬潔·黑爾的LibriVox公共領域有聲讀物